# 阿兹特克抄本

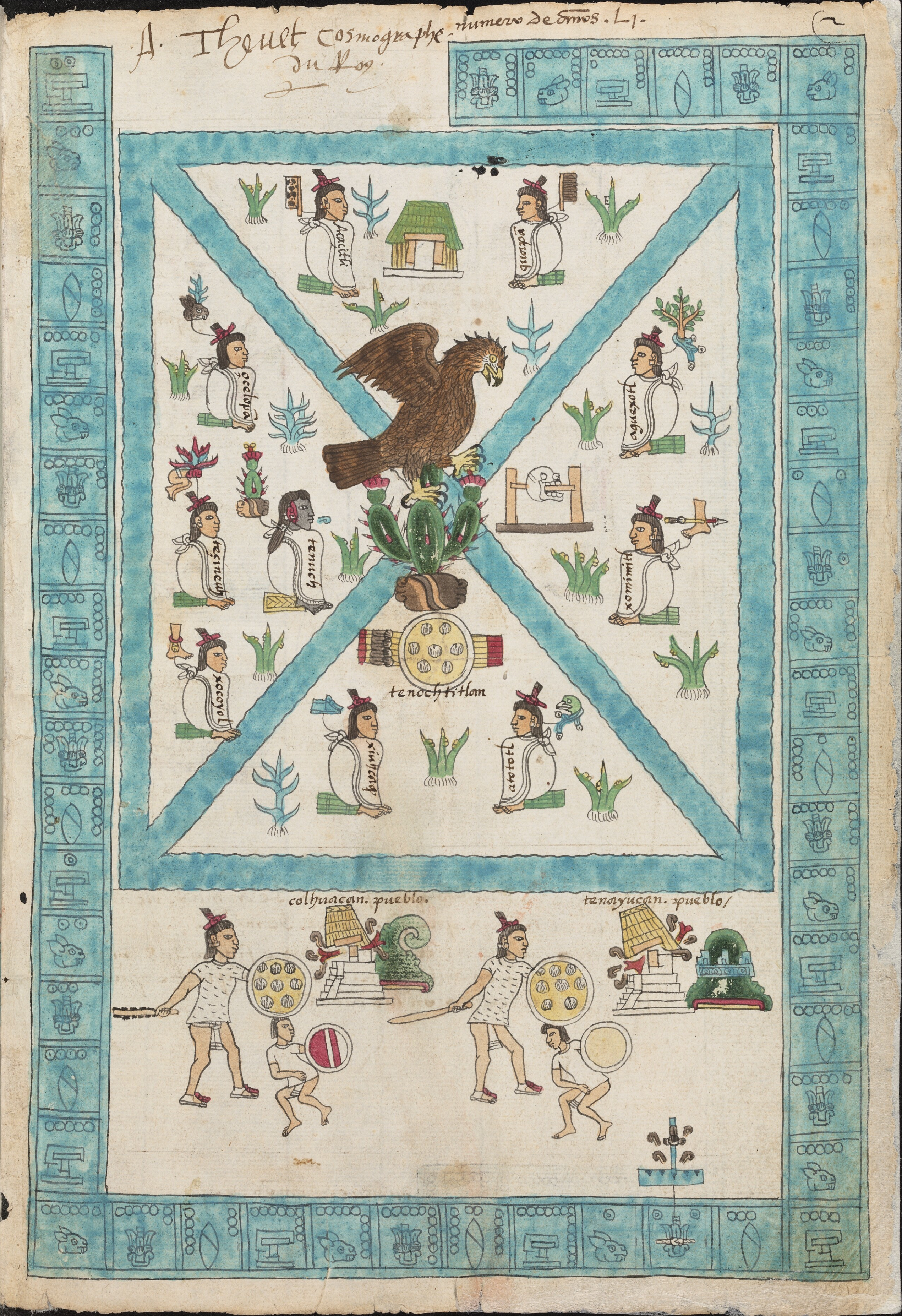
《門多薩手抄本》首頁部分內容，描繪特諾奇提特蘭的建立

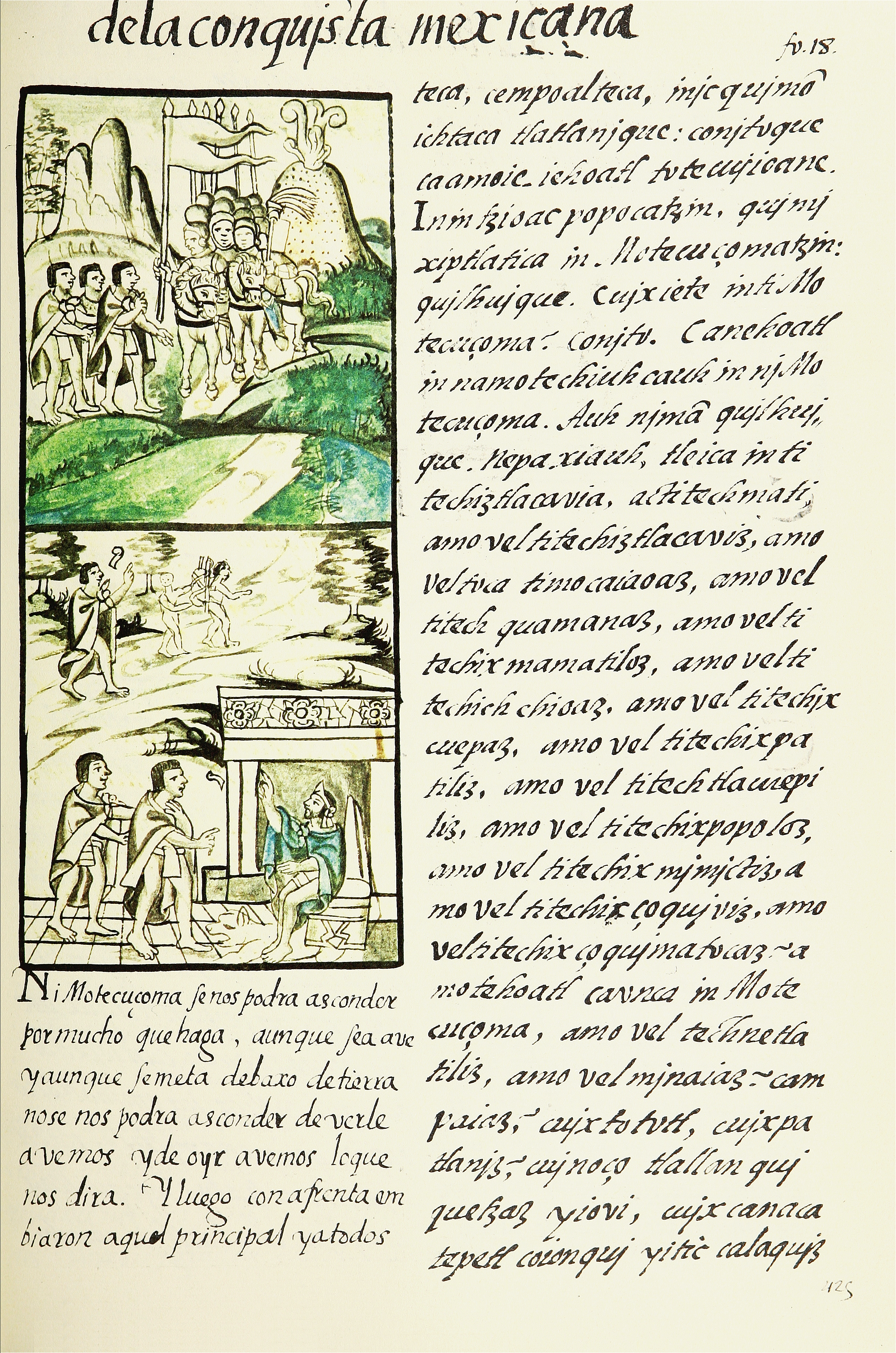
《佛羅倫薩抄本》第12冊，從墨西加人視角描繪征服墨西哥（科爾特斯軍隊推進，偵察兵向蒙特祖馬匯報）

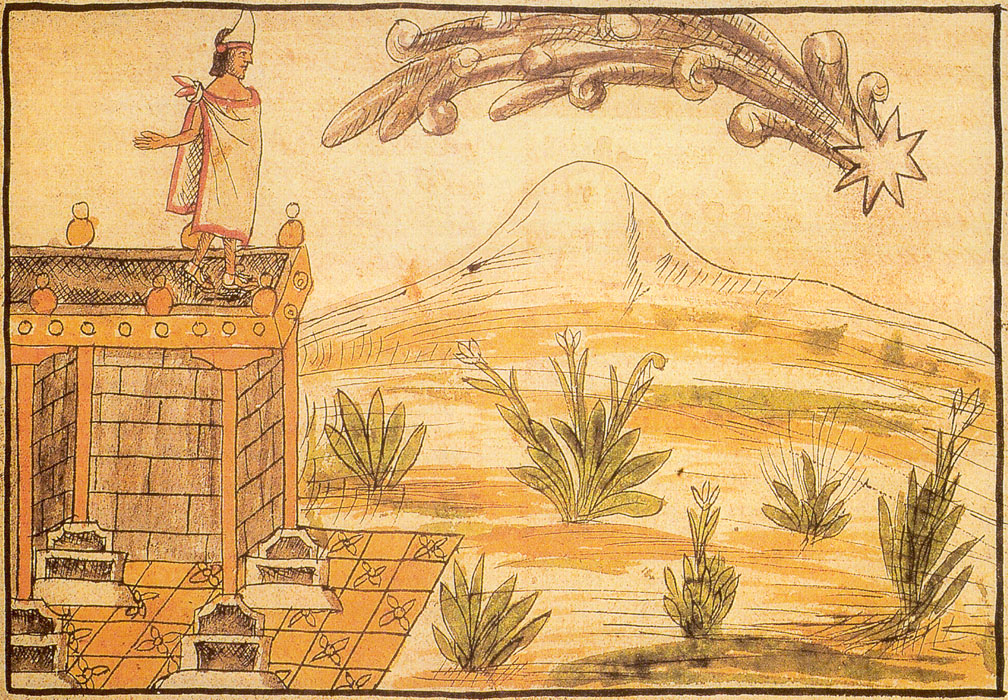
迪亞哥·杜蘭抄本第1頁：蒙特祖馬觀測到的彗星，被解讀為災難預兆

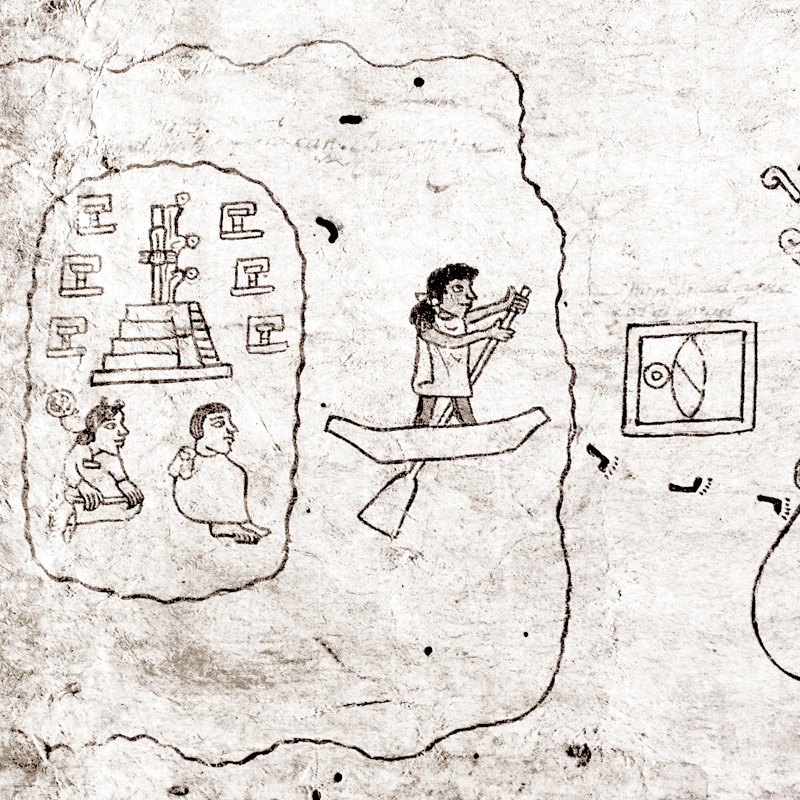
《博圖里尼抄本》細節，描繪離開阿茲特蘭的場景

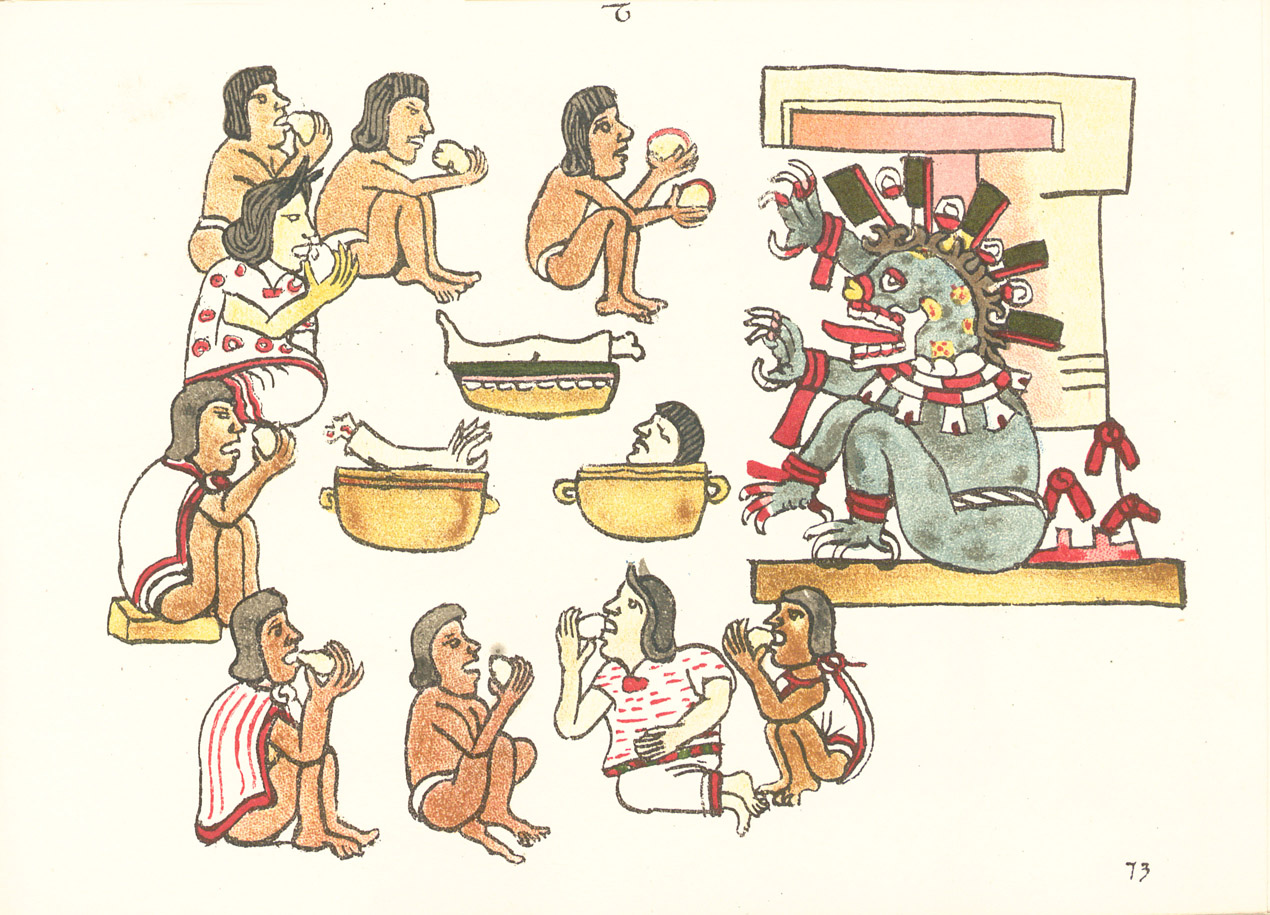
《馬利亞貝奇亞諾抄本》第73頁：儀式性食人場景

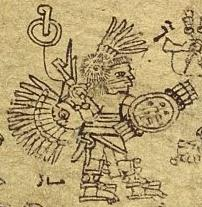
《索洛特爾抄本》：著維齊洛波奇特利儀式服裝的奇馬爾波波卡

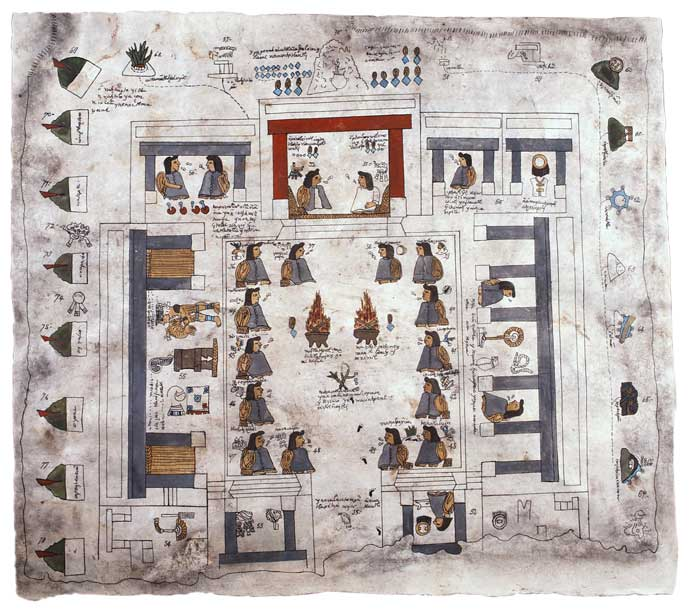
《基納辛抄本》：內薩瓦爾科約特爾宮殿

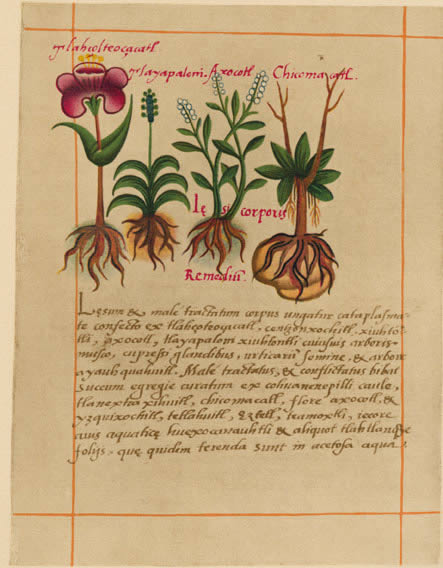
《巴迪亞努斯藥草書》頁面，展示用於治療傷口的植物「tlahçolteoçacatl」、「tlayapaloni」、「axocotl」和「chicomacatl」

阿茲特克抄本（Mēxihcatl āmoxtli，發音：[meːˈʃiʔkatɬ aːˈmoʃtɬi]；單數：codex）是由前哥倫布時期的阿茲特克人及其納瓦特爾語後裔在新西班牙殖民時期創作的中美洲手抄本。其內容多為圖像形式，來源於西班牙接觸前後多個原住民群體。風格差異反映地域與時代特徵，記載內容包括曆法、歷史、族譜、地圖、經濟貢賦、人口普查、地籍與財產規劃等。其中《門多薩手抄本》與《佛羅倫薩手抄本》是最重要的殖民時期抄本，後者尤其以原住民視角記述西班牙征服而聞名。

## 歷史
西班牙殖民前，墨西哥谷地的墨西加人及其鄰邦已依靠彩繪書冊記錄生活各方面。這些抄本記載歷史、科學、土地權屬、貢賦與神聖儀式。據貝爾納爾·迪亞斯·德爾卡斯蒂略記載，蒙特祖馬二世的宮殿圖書館藏有大量此類書籍（稱amatl或amoxtli），部分涉及貢賦記錄。 西班牙征服後，原住民仍持續製作彩繪抄本，而西班牙人也逐漸認可其作為重要記錄的價值。這種圖像記錄傳統在墨西哥谷地延續至17世紀初。

## 形式
19世紀起，「codex」一詞被泛用於所有中美洲圖像抄本，但嚴格而言，前殖民時期的阿茲特克抄本並非冊頁形式。阿茲特克抄本通常以無花果樹皮紙（amate）或鹿皮縫製成長條，亦有繪於大幅布料者。常見形式包括屏風式折頁書、長卷（tiras）、布幅（lienzos）。雖無原件封面存世，但參照米斯特克抄本可知，阿茲特克折頁書應有木質封面，可能飾以綠松石鑲嵌，如《梵蒂岡抄本B》殘存封面所示。

## 文字與圖像系統
阿茲特克抄本有別於歐洲書籍，其內容主要透過圖像傳達。關於是否屬於文字系統，學界分為兩派：
文字學派認為混合了圖像與真正文字
符號學派則視為包含語音符號（glottography）的圖形溝通系統
兩派共識是：多數信息透過圖像而非文字傳遞，文字僅用於標記名稱。

## 風格與地域流派
根據首位系統分類中美洲圖像抄本的學者唐納德·羅伯遜，前殖民時期的墨西哥中部圖像風格近似米斯特克。歷史淵源在於《索洛特爾抄本》與史家伊斯特里爾索奇特爾記載，抄本繪畫藝術（tlacuilolli）是由來自米斯特克地區的兩支托爾特克部落傳入特斯科科。米斯特克風格特徵包括使用「邊框線」界定色塊、平面著色無陰影、人物肢體分解表現、建築非寫實且符號化、無透視與立體感。殖民時期抄本則出現歐式輪廓線與透視技法。
伊莉莎白·希爾-布恩進一步定義阿茲特克圖像風格，認為其作為「米斯特克-普埃布拉風格」變體，更具自然主義特徵，且曆法符號與米斯特克略有差異。
羅伯遜區分三大地域流派：
墨西哥-特諾奇提特蘭流派：分早期（含《貢品名冊》、《龍舌蘭紙地圖》、《博圖里尼抄本》、《博爾賈抄本》）與晚期（含《門多薩抄本》、《特列里亞諾-雷蒙西斯抄本》、《奧蘇納抄本》、《墨西哥抄本》及馬利亞貝奇亞諾抄本群）
特斯科科流派：代表作為《基納辛抄本》、《特洛辛抄本》、《索洛特爾抄本》、《十字架抄本》、《博班曆輪》等
特拉特洛爾科流派：含《巴迪亞努斯藥草書》、《聖克魯茲地圖》、《特拉特洛爾科抄本》與《佛羅倫薩抄本》

## 保存現狀
大量前殖民與殖民時期原住民文獻已佚失。例如西班牙征服者抵達時，曾發現阿茲特克神廟與宮殿圖書館藏書，但許多遭毀壞。天主教神父亦以「偶像崇拜」為由焚毀許多抄本。
現存抄本分散於博物館、檔案館與私人收藏。1970年代學界完成重要彙編《中美洲印第安手冊》第14卷，收錄434件中美洲圖像抄本調查目錄。
目前被認為可能屬前殖民時期的三件阿茲特克抄本為：《波旁尼克抄本》、《貢品名冊》與《博圖里尼抄本》。羅伯遜認為無純粹前殖民抄本存世，因上述作品已受歐洲影響（如預留西班牙文註解空間）。但此觀點受希爾-布恩質疑，爭議持續。

## 分類
抄本內容可分為：曆法、歷史、族譜、地圖、經濟貢賦、人口普查、地籍與財產規劃等類別。
Techialoyan文獻是殖民時期原住民村莊的地籍記錄，採用標準格式，以納瓦特爾語書寫並附圖像。
Testerian抄本是天主教教理問答，含祈禱文與記憶符號，部分屬偽作。
16世紀晚期的《地理關係文獻》結合文字與圖像，記錄殖民定居點信息，雖為西班牙行政目的製作，卻保存了原住民政體史料。

## 重要抄本
具英譯本的關鍵殖民時期抄本包括：
- 《門多薩抄本》：混合圖像與西班牙文註解，分歷史、貢賦、日常生活三部分[19]
- 《佛羅倫薩抄本》：方濟會士貝納迪諾·德薩哈岡主持編纂，12冊雙語（納瓦特爾語/西班牙語）文獻，含墨西加視角的征服史[20]
- 迪亞哥·杜蘭作品：基於原住民圖像與口述的歷史與宗教文獻[21]

殖民時期抄本約500件，部分純文字（西班牙語或納瓦特爾語），部分混合圖像。查爾斯·吉布森與約翰·格拉斯編纂的普查列出130件墨西哥中部散文抄本。

## 抄本列表

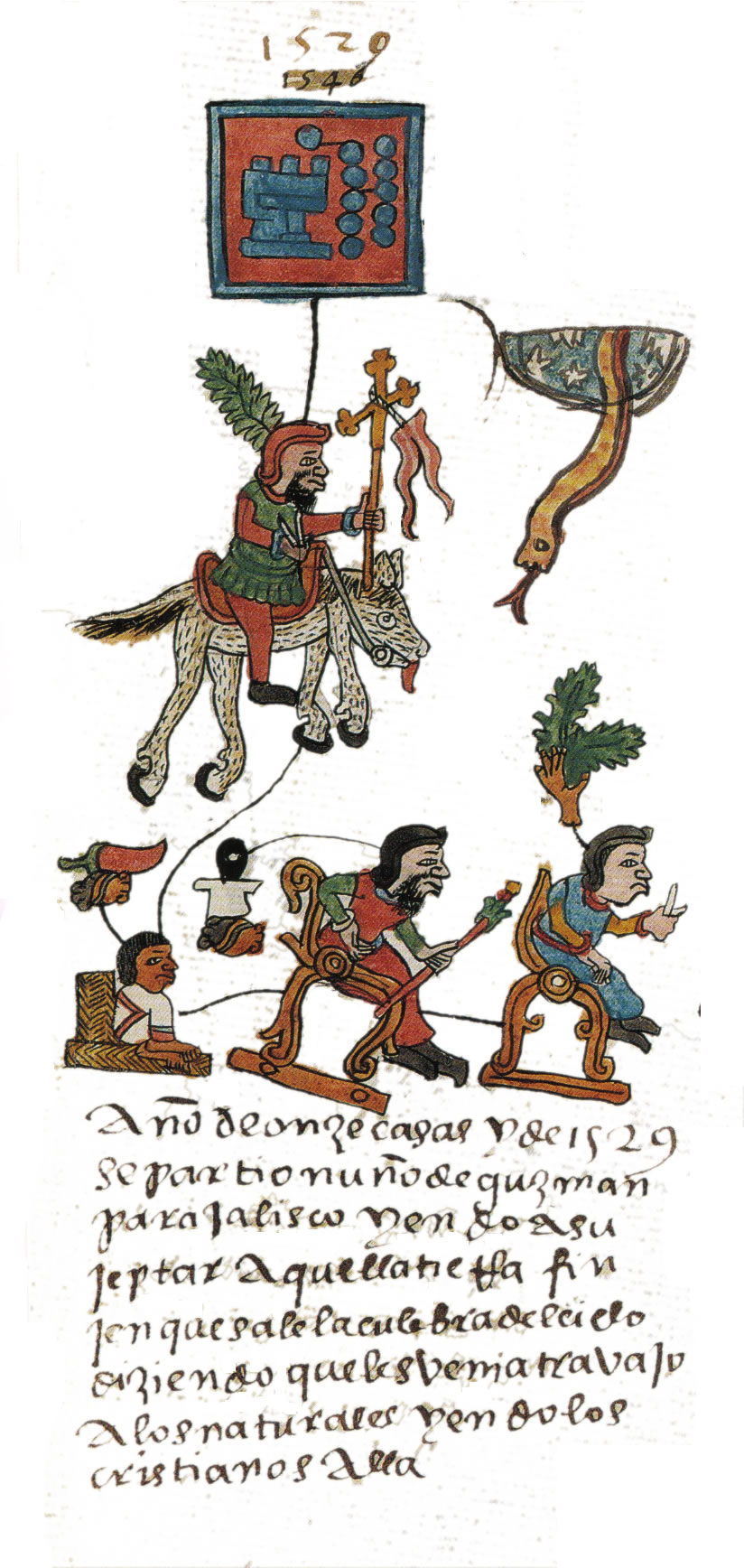
《特列里亞諾-雷蒙西斯抄本》中的征服者努尼奧·貝爾特蘭·德古斯曼圖像

- 《庫奧赫蒂特蘭年代記》：16世紀納瓦特爾語文獻，屬《奇馬爾波波卡抄本》部分
- 《特拉特洛爾科年代記》：早期殖民編年史，記載特拉特洛爾科參與西班牙征服
- 《巴迪亞努斯藥草書》：1552年由馬丁·德拉克魯茲編撰，胡安·巴迪亞努斯譯為拉丁文，描述阿茲特克藥用植物
- 《韋霍欽戈抄本》：16世紀晚期稅收記錄
- 《阿斯卡蒂特蘭抄本》：阿茲特克帝國圖像史，含征服場景
- 《奧賓抄本》：1576年編纂，記錄從阿茲特蘭遷徙至殖民早期的歷史
- 《波旁尼克抄本》：西班牙征服後由阿茲特克祭司編寫，含占卜曆、52年周期與儀式記載
- 《博爾賈抄本》：前殖民儀式抄本，博爾賈群組命名來源
- 《博圖里尼抄本》或《遷徙長卷》：1530–1541年間繪製，記錄傳説中的阿茲特克遷徙史
- 《奇馬爾波波卡抄本》：含羽蛇神故事
- 《科斯皮抄本》：屬博爾賈群組
- 《科斯卡辛抄本》：1572年土地授予記錄與特諾奇提特蘭系譜
- 《十字架抄本》：單頁龍舌蘭紙文獻
- 《費赫瓦里-邁爾抄本》：前殖民曆法抄本，屬博爾賈群組
- 《佛羅倫薩抄本》：1540–1576年間由薩哈岡主持編纂的12冊巨著
- 《伊斯特里爾索奇特爾抄本》：17世紀初編年史片段
- 《馬利亞貝奇亞諾抄本》：16世紀中葉宗教文獻
- 《門多薩抄本》：約1541年繪製，含統治者歷史、貢賦與日常生活
- 《墨西哥抄本》：阿茲特克曆法、文字系統與文化記載
- 《奧蘇納抄本》：圖文混排的原住民訴訟記錄
- 《波菲里奧·迪亞斯抄本》：可能屬博爾賈群組
- 《拉米雷斯抄本》：胡安·德托瓦爾編纂的阿茲特克歷史
- 里斯抄本：土地權屬地圖
- 《里奧斯抄本》：《特列里亞諾-雷蒙西斯抄本》的意大利文增訂版
- 《聖瑪麗亞阿森西翁抄本》：阿茲特克人口普查
- 《特列里亞諾-雷蒙西斯抄本》：曆法、占卜與歷史文獻
- 《特拉特洛爾科抄本》：約1560年圖像抄本
- 《托瓦爾抄本》：胡安·德托瓦爾編史
- 《梵蒂岡抄本B》：屬博爾賈群組
- 《維加拉抄本》：土地測量記錄
- 《索洛特爾抄本》：墨西哥谷地與特斯科科歷史
- 《墨西卡約特爾編年史》：埃爾南多·阿爾瓦拉多·特索索莫克散文編年史
- 《韋霍欽戈抄本》：1531年訴訟附圖
- 《庫奧赫蒂特蘭第二地圖》：殖民時期原住民領地合法性文件
- 《基納辛抄本》：16世紀特斯科科法律系統記載
- 《韋霍欽戈貢品名冊》：原住民人口普查
- 《特斯科科奧索蒂奧帕克土地圖》：1540年地產記錄
- 《新西班牙領主浪漫史》：16世紀中葉納瓦特爾語歌曲集
- 《聖克魯茲地圖》：16世紀中葉墨西哥谷地圖
- 《聖安德烈斯特特皮爾科抄本》
  - 《特特皮爾科建城圖》：2024年發現，記錄社區建立與地名
  - 《特特皮爾科教堂財產清單》：2024年發現，教堂資產圖錄
  - 《特特皮爾科長卷》：從建城至17世紀的特諾奇提特蘭歷史

## 影響
當代墨西哥社會持續研究這些抄本，尤其現代納瓦人透過文本重新認識自身歷史。
21世紀洛杉磯也興起納瓦語文化研究熱潮。

## 延伸閱讀
- Batalla Rosado, Juan José. "The Historical Sources: Codices and Chronicles" in The Oxford Handbook of the Aztecs. Oxford University Press 2017, pp. 29–40. ISBN 978-0-19-934196-2
- Howard F. Cline "The Relaciones Geográficas of the Spanish Indies, 1577-1648", article 5. Guide to Ethnohistorical Sources Part 1; Handbook of Middle American Indians. University of Texas Press 1972, pp. 183–242. ISBN 0-292-70152-7
- Gibson, Charles and John B. Glass. "Prose sources in the Native Historical Tradition", article 27A. Guide to Ethnohistorical Sources Part 4; Handbook of Middle American Indians. University of Texas Press 1975, 311–321. ISBN 0-292-70154-3
- Glass, John B. "A Survey of Native Middle American Pictorial Manuscripts", article 22, Guide to Ethnohistorical Sources Part 3; Handbook of Middle American Indians. University of Texas Press 1975, pp. 3–80. ISBN 0-292-70154-3
- Robertson, Donald. "Techialoyan Manuscripts and Paintings with a Catalog." article 24, Guide to Ethnohistorical Sources Part 3; Handbook of Middle American Indians. University of Texas Press 1975, pp. 253–281. ISBN 0-292-70154-3

## 外部連結
- 中美洲抄本參考文獻目錄

- 《博圖里尼抄本》末頁詳解與註釋圖片

- 《伊斯特里爾索奇特爾抄本》逐頁瀏覽
- 《托瓦爾抄本》完整掃描